# Talisia sylvatica
Talisia sylvatica är en kinesträdsväxtart som först beskrevs av Jean Baptiste Christophe Fusée Aublet, och fick sitt nu gällande namn av Ludwig Radlkofer. Talisia sylvatica ingår i släktet Talisia och familjen kinesträdsväxter. Inga underarter finns listade i Catalogue of Life.